# Leichtathletik-Länderkampf der Männer 1959 Sowjetunion – BR Deutschland
| 6. Leichtathletik-Länderkampf mit bundesdeutscher Beteiligung 1959 | 6. Leichtathletik-Länderkampf mit bundesdeutscher Beteiligung 1959 |               |
| ------------------------------------------------------------------ | ------------------------------------------------------------------ | ------------- |
|                                                                    |                                                                    |               |
| Ländervergleich der Männer: Sowjetunion – BR Deutschland           |                                                                    |               |
| Austragungsort                                                     | Moskau                                                             |               |
| Wettbewerbe                                                        | 20                                                                 |               |
| Datum                                                              | 22./23. August 1959                                                |               |
| 1. URS 2. FRG                                                      | 129 Punkte 091 Punkte                                              |               |
| Chronik                                                            |                                                                    |               |
| ← FRG-CSK (F)                                                      | URS-FRG (F) →                                                      | URS-FRG (F) → |

Im sechsten Vergleich des Leichtathletik-Länderkämpfe mit bundesdeutscher Beteiligung 1959 wurde der zweite Länderkampf der Männer gegen die Sowjetunion, die stärkste europäische Leichtathletiknation der damaligen Zeit, ausgetragen. Am 22./23. August kam es in der sowjetischen Hauptstadt Moskau zu dieser Begegnung, die gemeinsam mit dem Vergleich der Frauen zwischen diesen beiden Nationen stattfand. Die Wertungen erfolgten allerdings getrennt.

## Wettbewerbe und Modus
Der Modus und die durchgeführten Wettbewerbe entsprachen denen der ersten Begegnung im Vorjahr. Auf dem Programm standen die bei Länderkämpfen üblichen zwanzig Disziplinen. Aus dem olympischen Wettbewerbskatalog fehlten nur der Marathonlauf, die beiden Gehdisziplinen und der Zehnkampf. Gewertet wurde in den Einzeldisziplinen nach dem Standardsystem, in den Staffeln mit sieben zu vier Punkten.

## Ergebnis
In den Einzellaufwettbewerben war die Bilanz dieser Auseinandersetzung ausgeglichen, beide Teams gewannen je fünf Einzeldisziplinen bei je drei Doppelerfolgen. Die beiden Staffeln gingen darüber hinaus an die Bundesrepublik Deutschland. In den technischen Disziplinen waren die sowjetischen Leichtathleten dagegen hoch überlegen. Sie entschieden alle acht Wettbewerbe aus diesem Bereich für sich und belegten dort ausnahmslos sie Ränge eins und zwei. So konnten die bundesdeutschen Leichtathleten nicht an dem völlig überraschenden Erfolg vom Vorjahr in Augsburg anknüpfen. Die UdSSR siegte diesmal deutlich mit 129 zu 91 Punkten.

## Resultate

### 100 m
| Platz | Athlet           | Land | Zeit (s) |
| ----- | ---------------- | ---- | -------- |
| 1     | Manfred Germar   | FRG  | 10,8     |
| 2     | Edwin Osolin     | URS  | 10,8     |
| 3     | Peter Gamper     | FRG  | 10,9     |
| 4     | Leonid Bartenjew | URS  | 10,9     |

Datum: 22. August

### 200 m
| Platz | Athlet           | Land | Zeit (s) |
| ----- | ---------------- | ---- | -------- |
| 1     | Manfred Germar   | FRG  | 21,4     |
| 2     | Carl Kaufmann    | FRG  | 21,5     |
| 3     | Leonid Bartenjew | URS  | 21,5     |
| 4     | Juri Konowalow   | URS  | 21,6     |

Datum: 23. August

### 400 m
| Platz | Athlet              | Land | Zeit (s) |
| ----- | ------------------- | ---- | -------- |
| 1     | Carl Kaufmann       | FRG  | 47,3     |
| 2     | Manfred Kinder      | FRG  | 47,7     |
| 3     | Ardalion Ignatjew   | URS  | 47,8     |
| 4     | Arnold Mazulewitsch | URS  | 47,9     |

Datum: 22. August

### 800 m
| Platz | Athlet             | Land | Zeit (min) |
| ----- | ------------------ | ---- | ---------- |
| 1     | Peter Adam         | FRG  | 1:49,3     |
| 2     | Paul Schmidt       | FRG  | 1:50,5     |
| 3     | Wassili Sawinkow   | URS  | 1:50,5     |
| 4     | Abram Kriwoschejew | URS  | 1:50,8     |

Datum: 22. August

### 1500 m
| Platz | Athlet            | Land | Zeit (min) |
| ----- | ----------------- | ---- | ---------- |
| 1     | Wladimir Okorokow | URS  | 3:44,1     |
| 2     | Jonas Pipynė      | URS  | 3:44,1     |
| 3     | Friedel Stracke   | FRG  | 3:44,3     |
| 4     | Edmund Brenner    | FRG  | 3:44,6     |

Datum: 23. August

### 5000 m
| Platz | Athlet             | Land | Zeit (min) |
| ----- | ------------------ | ---- | ---------- |
| 1     | Alexander Artynjuk | URS  | 14:04,4    |
| 2     | Jewgeni Schukow    | URS  | 14:06,4    |
| 3     | Ludwig Müller      | FRG  | 14:29,4    |
| 4     | Alfred Kleefeldt   | FRG  | 14:32,6    |

Datum: 22. August

### 10.000 m
| Platz | Athlet           | Land | Zeit (min) |
| ----- | ---------------- | ---- | ---------- |
| 1     | Pjotr Bolotnikow | URS  | 29:59,4    |
| 2     | Lembit Wirkus    | URS  | 30:06,2    |
| 3     | Xaver Höger      | FRG  | 30:17,4    |
| 4     | Ludwig Müller    | FRG  | 31:06,4    |

Datum: 23. August

### 110 m Hürden
| Platz | Athlet                | Land | Zeit (s) |
| ----- | --------------------- | ---- | -------- |
| 1     | Anatoli Michailow     | URS  | 14,0     |
| 2     | Martin Lauer          | FRG  | 14,0     |
| 3     | Walentin Tschistjakow | URS  | 14,4     |
| 4     | Bert Steines          | FRG  | 14,6     |

Datum: 23. August

### 400 m Hürden
| Platz | Athlet        | Land | Zeit (s) |
| ----- | ------------- | ---- | -------- |
| 1     | Helmut Janz   | FRG  | 52,0     |
| 2     | Pawel Sedow   | URS  | 52,2     |
| 3     | Alexei Klenin | URS  | 52,8     |
| 4     | Helmut Joho   | FRG  | 52,9     |

Datum: 22. August

### 3000 m Hindernis
| Platz | Athlet                | Land | Zeit (min) |
| ----- | --------------------- | ---- | ---------- |
| 1     | Semjon Rschischtschin | URS  | 8:44,8     |
| 2     | Nikolai Sokolow       | URS  | 8:56,6     |
| 3     | Wilhelm-Rüdiger Böhme | FRG  | 9:12,4     |
| 4     | Heinz Laufer          | FRG  | 9:20,6     |

Datum: 23. August

### 4 × 100 m Staffel
| Platz | Besetzung      | Land                                                            | Zeit (s) |
| ----- | -------------- | --------------------------------------------------------------- | -------- |
| 1     | BR Deutschland | Peter Gamper Martin Lauer Walter Mahlendorf Manfred Germar      | 40,2     |
| 2     | Sowjetunion    | Edwin Osolin Leonid Bartenjew Juri Konowalow Wadym Archyptschuk | 40,3     |

Datum: 22. August

### 4 × 400 m Staffel
| Platz | Besetzung      | Land                                                      | Zeit (min) |
| ----- | -------------- | --------------------------------------------------------- | ---------- |
| 1     | BR Deutschland | Walter Oberste Otto Klappert Manfred Kinder Carl Kaufmann | 3:09,2     |
| 2     | Sowjetunion    | Gratschew Arnold Mazulewitsch Garbus Ardalion Ignatjew    | 3:09,6     |

Datum: 23. August

### Hochsprung
| Platz | Athlet              | Land | Höhe (m) |
| ----- | ------------------- | ---- | -------- |
| 1     | Robert Schawlakadse | URS  | 2,08     |
| 2     | Igor Kaschkarow     | URS  | 2,05     |
| 3     | Theo Püll           | FRG  | 2,02     |
| 4     | Herbert Hopf        | FRG  | 1,93     |

Datum: 22. August

### Stabhochsprung
| Platz | Athlet           | Land | Höhe (m) |
| ----- | ---------------- | ---- | -------- |
| 1     | Wladimir Bulatow | URS  | 4,50     |
| 2     | Igor Petrenko    | URS  | 4,30     |
| 3     | Klaus Lehnertz   | FRG  | 4,30     |
| 4     | Dieter Möhring   | FRG  | 4,00     |

Datum: 23. August

### Weitsprung
| Platz | Athlet              | Land | Weite (m) |
| ----- | ------------------- | ---- | --------- |
| 1     | Igor Ter-Owanessjan | URS  | 7,87      |
| 2     | Oleg Fedossejew     | URS  | 7,56      |
| 3     | Manfred Molzberger  | FRG  | 7,48      |
| 4     | Gerhard Deyerling   | FRG  | 7,11      |

Datum: 22. August

### Dreisprung
| Platz | Athlet            | Land | Weite (m) |
| ----- | ----------------- | ---- | --------- |
| 1     | Wladimir Gorjajew | URS  | 15,91     |
| 2     | Oleg Rjachowski   | URS  | 15,57     |
| 3     | Hermann Strauß    | FRG  | 14,94     |
| 4     | Jörg Wischmeyer   | FRG  | 14,93     |

Datum: 23. August

### Kugelstoßen
| Platz | Athlet              | Land | Weite (m) |
| ----- | ------------------- | ---- | --------- |
| 1     | Wartan Owsepjan     | URS  | 17,76     |
| 2     | Adolfus Waranauskas | URS  | 17,61     |
| 3     | Karl-Heinz Wegmann  | FRG  | 17,47     |
| 4     | Hermann Lingnau     | FRG  | 17,21     |

Datum: 22. August

### Diskuswurf
| Platz | Athlet                 | Land | Weite (m) |
| ----- | ---------------------- | ---- | --------- |
| 1     | Oto Grigalka           | URS  | 53,90     |
| 2     | Algimantas Baltušnikas | URS  | 53,58     |
| 3     | Martin Bührle          | FRG  | 49,00     |
| 4     | Dieter Möhring         | FRG  | 47,47     |

Datum: 22. August

### Hammerwurf
| Platz | Athlet             | Land | Weite (m) |
| ----- | ------------------ | ---- | --------- |
| 1     | Wassili Rudenkow   | URS  | 67,26     |
| 2     | Anatoli Samozwetow | URS  | 62,21     |
| 3     | Willi Glotzbach    | FRG  | 58,74     |
| 4     | Hugo Ziermann      | FRG  | 55,98     |

Datum: 23. August

### Speerwurf
| Platz | Athlet           | Land | Weite (m) |
| ----- | ---------------- | ---- | --------- |
| 1     | Wiktor Zybulenko | URS  | 79,66     |
| 2     | Charles Wallmann | URS  | 74,20     |
| 3     | Hermann Rieder   | FRG  | 71,43     |
| 4     | Heinrich Will    | FRG  | 69,83     |

Datum: 23. August